# Anticybersquatting Consumer Protection Act
L'Anticybersquatting Consumer Protection Act è una legge federale degli Stati Uniti d'America, entrata in vigore il 29 novembre 1999 per contrastare la pratica del domain grabbing o cybersquatting.
Essa fornisce ai titolari di marchi registrati delle soluzioni legali per difendersi contro coloro che, in mala fede, registrano nomi di domino identici ai marchi registrati o tali da ingenerare confusione.